# ビック・ルンガ

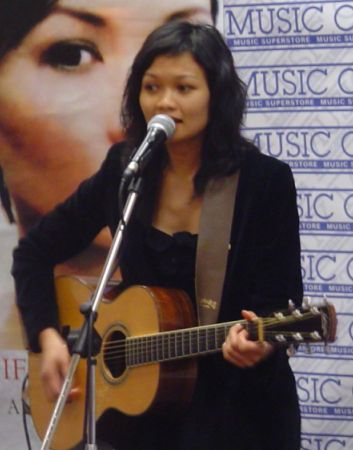
ビック・ルンガ

ビック・ルンガ（Bic Runga、本名：Briolette Kah Bic Runga（ブリオレット・カー・ベック・ルンガ）、1976年1月13日 - ）は、ニュージーランドのクライストチャーチ出身のシンガーソングライター。

## 経歴
マオリ人を父に、中国系マレー人を母にもつ。ニュージーランド公立カシミヤハイスクール卒業。
これまでにリリースした3つのアルバムはすべてニュージーランドチャートで1位を記録した。
日本では、Sony Musicより、アルバムが発売されている。

## 主なディスコグラフィー

### アルバム（日本でリリースされたもの）
- Beautiful Collision／ビューティフル・コリジョン(2003)

### アルバム
- Drive(1997)
- Together in Concert: Live (with Tim Finn and Dave Dobbyn)' (2000)
- Beautiful Collision(2002)
- Bic Runga: Live In Concert (With The Christchurch Symphony) (2004)
- Birds(2005)
- Try to Remember Everything(2008)
- Anthology(2012)
- Close Your Eyes(2016)
- The Very Best Of(2017)